# 河合弘廸
河合 弘廸 （かわい ひろみち、1919年〈大正8年〉 - 2005年〈平成17年〉4月1日） は、昭和から平成時代の化学者。京都大学名誉教授。繊維学会会長。日本化学会賞等受賞。正四位勲二等瑞宝章。

## 経歴
1943年東京工業大学紡織科卒業、東洋紡績入社。京都帝国大学助手、京都大学工学部講師、京都大学工学部助教授を経て、1964年京都大学工学部教授。高分子化学教室高分子力学講座を担任した。1978年繊維学会会長。1983年停年退官、京都大学名誉教授、兵庫教育大学教授。1988年文化女子大学教授。2005年正四位。専門は高分子。
ほか、繊維学会、高分子学会、日本繊維機械学会、日本材料学会、日本レオロジー学会などにおいて会長、理事、支部長等の要職を歴任した。

## 受賞
- 1953年 日本繊維機械学会賞論文賞[4]
- 1977年 高分子学会功績賞[2]
- 1981年 繊維学会功績賞[2]
- 1983年 日本化学会賞[2]
- 1983年 日本レオロジー学会賞[2]
- 1987年 米国物理学会高分子物理学賞[2]
- 1995年 勲二等瑞宝章[2]